# Pete Woods
Peter "Pete" Woods é um desenhista americano que se tornou conhecido no final da década de 1990, por seu trabalho na revista Deadpool, publicada pela Marvel Comics. A partir da década seguinte Woods começou a trabalhar para a DC Comics, desenhando inúmeras revistas, como a clássica Action Comics, na qual trabalhou em 2006, durante os arcos de história Up, Up and Away! e Back in Action e novamente em 2010, durante The Black Ring.

## Biografia
Woods começou a sua carreira artística profissionalmente em 1996, ao ser contratado como estagiário da editora WildStorm. Naquele mesmo ano foi creditado pela primeira vez como desenhista substituto nas revista Stormwatch. No ano seguinte, ainda na WildStorm, desenhou a revista Backlash.
No final da década de 1990, após ter desenhado algumas edições da revista Excalibur, publicada pela Marvel Comics, substituiu Ed McGuinness como o desenhista da revista Deadpool durante a emblemática passagem do escritor Joe Kelly. Uma das histórias da dupla seria indicada, em 1998, ao Harvey Award de "Best Single Issue or Story". Entre 2000 e 2004 Woods desenhou cerca de 50 edições da revista Robin, ao lado do escritor Chuck Dixon.
Em 2002 Woods se uniu a outros artistas de Portland, Oregon e fundou o Mercury Studio, um coletivo de artistas moradores da cidade que continuaria crescendo nos anos seguintes, incluindo profissionais de diversas áreas. Em 2007, o grupo mudaria seu nome para "Periscope Studios".
Em 2006, uniu-se a Kurt Busiek e Geoff Johns para a produção de Up, Up and Away!, a primeira história do personagem após o evento Crise Infinita. No mesmo ano, ao lado de Busiek e do argentino Fabian Nicieza, desenhou outra história do personagem, Back in Action. Em 2007, foi o desenhista da criticada minissérie Amazons Attack e no ano seguinte retornou às revistas de Superman, como um dos desenhistas do extenso arco de história Novo Krypton.  Em 2010, após a conclusão da história, foi anunciado como o desenhista da revista Action Comics, na qual trabalhou ao lado do escritor Paul Cornell durante a aclamada história The Black Ring.

## Carreira
A arte de Woods pode ser encontrada nas seguintes obras:
DC
- Action Comics #837, 840-843, 871-872 (Up, Up and Away! e Back in Action, 2006); #873 (Nova Krypton, 2008); #890-892, 894-898, 900 (The Black Ring, 2010)
- Adventures of Superman #601-602 (2002)
- Amazons Attack #1-6 (minissérie, 2007)
- Catwoman #44-52 (2005-06)
- Countdown to Final Crisis #16-14 (2008)
- DC 1st: Green Lantern(2002)
- DCU Infinite Holiday Special #1 (2007)
- Detective Comics #790-800, 810 (2004-05)
- Green Lantern/Power Girl: Circle of Fire (2000)
- Harley Quinn #8-9, 13 (2001)
- Infinity, Inc. #9 (2008)
- Joker: Last Laugh #1 (2001)
- Legion Lost, vol. 2, #1 (2011)
- Robin #74-80, 82-85, 87-91, 93-94, 97-100, 102, 104-109, 111-120 (2000-04)
- Secret Six #6 (2009)
- Smallville #5 (2004)
- Superman 650-653 (2006)
- Superman: Last Stand of New Krypton #1-3 (minissérie, 2010)
- Superman: New Krypton Special (2008)
- Superman: World of New Krypton #1-12 (minissérie, 2009-10)
- Tales of the Sinestro Corps: Superman Prime (2007)

Marvel
- Baby's First Deadpool Book (1998)
- Deadpool #11-13, 20, 26, 28-32 (1997-99)
- Deadpool Team-Up #900 (2009)
- Excalibur #112-114 (1997)
- Generation X Annual '99 (1999)
- X-Men: Deadly Genesis #1-6 (minissérie, 2006)

Outras editoras
- Shotgun Mary: Deviltown (Antarctic Press, 1996)
- Stormwatch #39 (Image, 1996)